# Santuario del Cristo de Tacoronte

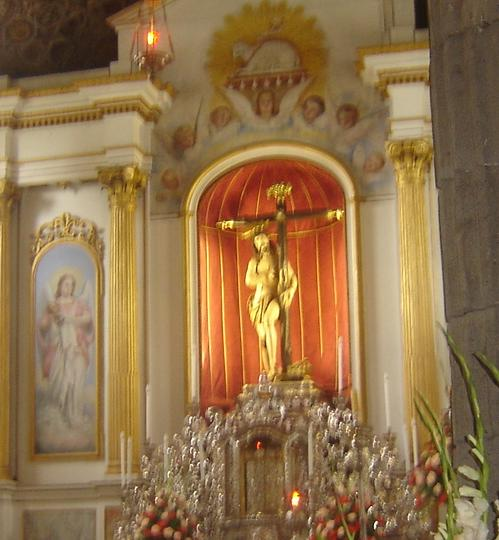
Cristo de Tacoronte

El Santuario del Santíssim Cristo de Tacoronte i Ex-convent de Sant Agustí és un temple catòlic situat a la ciutat de Tacoronte, a l'illa de Tenerife (Espanya). Al santuari és venerada la imatge del Cristo de Tacoronte que és una de les imatges més venerades de les Illes Canàries. El complex inclou l'antic convent de Sant Agustí.
La bella façana de pedra volcànica té una porta central emmarcada per dues columnes dobles. La part frontal té dues gàrgoles en forma de drac. Sobre el portal central es troben els escuts d'armes de la família Pereyra de Castro, qui tinguin el patrocini de l'església.
L'església té tres naus amb capelles laterals, a l'altar major és on es troba la imatge del Santíssim Crist abraçant la creu, les seves festes se celebren durant el mes de setembre.